# Гончар, Андрей Саввич
Андрей Саввич Гончар (21 февраля 1925, Новгородка, Екатеринославская губерния — 16 февраля 2003) — конструктор ракетной техники.

## Биография
Родился 21 февраля 1925 года в с. Новгородка (позднее в Днепропетровской области, ныне в Кировоградской области).
В 1942 году добровольцем ушёл на фронт. Участвовал в обороне Северного Кавказа, освобождении Варшавы и взятии Берлина. Награждён орденами Красной Звезды, Отечественной войны 1-й степени, медалями «За отвагу», «За оборону Кавказа», «За победу над Германией в Великой Отечественной войне 1941—1945 гг.».
После войны служил в группе советских войск в Германии. В 1950 году демобилизовался и поступил в Харьковский авиационный институт, который окончил с отличием в 1956 году. Был направлен на работу на завод «Коммунар».
В 1959 году перешёл во вновь созданное ОКБ-692 на должность начальника баллистической лаборатории.
С 1964 года — начальник отдела систем наведения ОКБ-692. С 1959 по 1974 год руководил разработкой систем наведения для стратегических ракетных комплексов.
С 1974 года — главный конструктор системы управления транспортного корабля снабжения ракетно-космического комплекса «Алмаз». С 1979 года — главный конструктор комплекса автономного управления сверхтяжёлой ракеты-носителя «Энергия» (ОКБ-692, НПО «Электроприбор», с 1995 года — АО «Хартрон»).
С 2000 года на пенсии.
Умер 16 февраля 2003 года.
Автор воспоминаний, опубликованных после смерти:
- Звёздные часы ракетной техники: Воспоминания [Текст] / Андрей Саввич Гончар. — Харьков: Факт, 2008. — 400 с.: ил.

## Награды
- Лауреат Государственной премии СССР — как участник создания первой межконтинентальной баллистической ракеты 8К64;
- Орден Ленина — за успешный запуск ракеты «Энергия»;
- дважды орден Трудового Красного Знамени;
- Орден «Знак Почёта».